# Mindourou
Mindourou est une commune rurale du Cameroun située dans la région de l'Est et le département du Haut-Nyong. Créée en 1995, elle couvre le ressort territorial de l'arrondissement du Dja.

## Géographie
Elle est limitrophe, au nord, de la commune d’Abong-Mbang, au sud, de la commune de Lomié, à l’est, de la commune de Mbang, et à l’ouest, de la commune de Messamena.
Située en pleine forêt avec un climat équatorial de type guinéen, à la périphérie de la réserve de faune du Dja, la commune de Mindourou couvre une superficie de près de 4 000 km2 et abrite plus de 13 500 habitants composés de quatre groupes sociologiques suivants :
- les Mpoubieng au Nord ;
- les Djem au Centre ;
- les Badjoués au Sud ;
- les Baka dispersés dans tout l'arrondissement.

## Organisation administrative de la commune
Outre Mindourou et ses quartiers, la commune comprend 16 villages bantous et 9 agglomérations baka :
- Ampel ;
- Bédoumo ;
- Bitsoumam ;
- Cyrie ;
- Diassa ;
- Dimpam ;
- Dioula ;
- Djolempoum ;
- Djouyaya ;
- Élandjo ;
- Etsiek ;
- Kagnol ;
- Kendjo ;
- Malène ;
- Mayang ;
- Mayos ;
- Mballam ;
- Medjoh ;
- Menzoh ;
- Nemeyong ;
- Nkouak city ;
- Nkoul ;
- Nongbwala ;
- Tonkla (Djaposten).

## Infrastructures
Ses services abritent un imposant Hôtel de ville construit par le FEICOM et inauguré le 19 juin 2004 par le gouverneur de la région de l'Est.
N.B. : la survie de cette arrondissement est toutefois l'œuvre d'un bâtisseurs et 1er Maire de cette commune Sa Majesté Daniel Félix Eleme. Le natif du village Nkouak city a plusieurs fois été décoré grand cordon du mérite Camerounais (2005, meilleur Maire du prix André Fouda remis par le Feicom en 2007, et meilleur commune de la région de l'Est 2012). Il décède le 21 mars 2014 des suites d'une longue maladie. Son œuvre restera à jamais gravée dans la mémoire des djaïstes et aussi du Cameroun tout entier.[non neutre]